# Christos Sartzetakis
Christos Sartzetakis (în greacă Χρήστος Σαρτζετάκης) (n. 6 noiembrie 1929, Salonic – d. 3 februarie 2022, Atena) a fost un jurist și politician grec, fost președinte al Republicii Elene între anii 1985 și 1990.

## Biografie
În anul 1963, fiind anchetator în orașul natal, în cazul omorului deputatului Grigoris Lambrakis, un lider al opoziției de stânga, nu a cedat presiunilor politice și în rezultatul anchetei a fost dovedită implicarea guvernului în acest caz. Ca rezultat prim-ministrul Konstantinos Karamanlis și-a dat demisia și a părăsit Grecia, iar Sartzetakis a devenit cunoscut în toată țara. Aceste evenimente au fost ulterior descrise de Vassilis Vassilikos în romanul Z (Zeta), ecranizat⁠(fr)[traduceți] ulterior de Costa-Gavras. Rolul lui Sartzetakis în acest film l-a jucat cunoscutul actor francez Jean-Louis Trintignant.
În perioada dintre anii 1965-1967 Sartzetakis a făcut studii de drept la Paris. În timpul dictaturii „coloneilor” (Hunta), a fost supus represiunilor politice – arestat în două rânduri, torturat, închis fără judecată timp de un an. La insistența comunității internaționale (în special a Statului Francez) a fost eliberat în noiembrie 1971.
În 1976 – membru al Curții supreme de Justiție, apoi președinte al Curții de Apel.
La 29 mai 1985 a fost ales, prin concursul stângii, președinte al Greciei – până la 5 mai 1990.